# 马尔科姆·怀斯曼
马尔科姆·怀斯曼（英語：Malcolm Wiseman，1913年7月12日—1993年4月11日），加拿大男子篮球运动员。他曾代表加拿大获得1936年夏季奥运会篮球比赛男子银牌。他于1993年在安大略省奥克维尔去世。